# Heterocirrus luxurians
Heterocirrus luxurians är en ringmaskart som beskrevs av Grube 1880. Heterocirrus luxurians ingår i släktet Heterocirrus och familjen Cirratulidae. Inga underarter finns listade i Catalogue of Life.